# Hélette
Hélette (französisch, baskisch Heleta) ist eine französische Gemeinde mit 751 Einwohnern (Stand 1. Januar 2022) im Département Pyrénées-Atlantiques in der Region Nouvelle-Aquitaine. Die Siedlung liegt im Arrondissement Bayonne.
Die Kommune gehört zum französischen Teil des Baskenlands und liegt im historischen Gebiet von Nieder-Navarra.
|  |  |

| 1793  | 1821  | 1846  | 1866  | 1891  | 1911 | 1931 | 1946 | 1968 | 1990 | 2006 |
| ----- | ----- | ----- | ----- | ----- | ---- | ---- | ---- | ---- | ---- | ---- |
| 1.103 | 1.115 | 1.260 | 1.074 | 1.017 | 870  | 769  | 725  | 660  | 588  | 686  |

(seit 1968 Einwohnerzahlen ohne Zweitwohnsitz)